# Trontano
Trontano é uma comuna italiana da região do Piemonte, província do Verbano Cusio Ossola, com cerca de 1.707 habitantes. Estende-se por uma área de 57 km², tendo uma densidade populacional de 30 hab/km². Faz fronteira com Beura-Cardezza, Cossogno, Domodossola, Druogno, Malesco, Masera, Premosello-Chiovenda, Santa Maria Maggiore.

## Demografia
| Variação demográfica do município entre 1861 e 2011                               |
|                                                                                   |
| Fonte: Istituto Nazionale di Statistica (ISTAT) - Elaboração gráfica da Wikipedia |